# Astatinae
Astatinae  (лат.) — подсемейство песочных ос (Crabronidae). Встречаются всесветно. 4 рода и около 150 видов. Осы мелкого и среднего размера (5-10 мм). Внутренние края глаз ровные, без вырезки. Усики самок 12-члениковые, самцов — 13-члениковые. Места прикрепления усиков сдвинуты далеко вперёд и практически соприкасаются с клипеусом. Нижнечелюстные щупики 6-члениковые, а нижнегубные состоят из 4 сегментов. Средние голени самок и самцов несут по 2 апикальные шпоры. В передних крыльях по 3 субмаргинальных ячейки. Гнездятся в земле. Охотятся на насекомых (клопов), которых убивают или парализуют, после чего переносят в гнездо, где кормят ими своих личинок. 
Ранее в состав Astatinae включали род Dinetus  Jurine, 1807 (Dinetini или Dinetinae — 12 видов). Число видов Astatinae приведено по состоянию на 22 декабря 2012 года:
- Astata Latreille, 1796 — 80 видов
- Diploplectron W. Fox, 1893 — 20 видов
- Dryudella Spinola, 1843 — 50 видов
- Uniplectron F. Parker, 1966 — 1 вид[6]